# Brigadas de Zintan
Las Brigadas Zintan son unidades armadas vinculadas a la ciudad de Zintan y sus alrededores, aliadas pero separadas del Ejército Nacional Libio. Jugaron un papel importante en la revolución libia que derrocó a Gadafi.

## Organización
Las Brigadas de Zintan están bajo el liderazgo del Consejo Militar de Revolucionarios de Zintan y actualmente compuestas por:
- La Brigada Lightning Bolt ( Sawaiq )
- La Brigada Qaaqaa
- La Brigada Cívica (لواء المدني)

El Batallón de Seguridad Aeroportuaria (para el Aeropuerto Internacional de Trípoli ) estaba vinculado a las Brigadas Zintan, pero su situación actual es incierta.

## Historia
El Consejo Militar de Revolucionarios de Zintan se formó en mayo de 2011, para organizar los esfuerzos militares y la organización de las 23 milicias de Zintan y las Montañas de Nafusa. El Consejo fue una de las milicias más fuertes de Libia. Las Brigadas de Zintan detuvieron a Saif al-Islam Gaddafi tras su captura en noviembre de 2011. Uno de sus líderes, Osama al-Juwali, fue ministro de Defensa de Libia de noviembre de 2011, a noviembre del siguiente año. La brigada es actualmente dirifida por Mukhtar Kalifah Shahub, un ex oficial de la marina libia. El grupo tiene varios medios de comunicación en idioma árabe. Estos incluyen un canal satelital llamado Libia al-Watan y varios sitios web, así como páginas en Facebook . 
Las Brigadas de Zintan han sido una parte importante del conflicto desde el lanzamiento de la Operación Amanecer contra el aeropuerto internacional de Trípoli, por que eran responsables de su defensa.